# Beniarjó (kommunhuvudort)
Beniarjó är en kommunhuvudort i Spanien.   Den ligger i provinsen Província de València och regionen Valencia, i den östra delen av landet, 300 km sydost om huvudstaden Madrid. Beniarjó ligger 48 meter över havet och antalet invånare är 1 432.
Terrängen runt Beniarjó är kuperad åt sydväst, men åt nordost är den platt.Runt Beniarjó är det ganska tätbefolkat, med 166 invånare per kvadratkilometer. Närmaste större samhälle är Gandia, 3,8 km norr om Beniarjó. 